# 우미노나카미치 해변공원
우미노나카미치 해변공원(일본어: 海の中道海浜公園)은 일본 후쿠오카현 히가시구에 있는 공원이다. 일본 전국에서 5번째로 설치된 국영공원이다. 후쿠오카 제1 비행장, 제2차 세계 대전 중 일본 제국 해군 기지를 거쳐, 전후에는 미 공군 하카타 기지였다. 이후 부지 반환을 받아 공원으로 개설하게 되었다.